# Cum diuturnum
Cum diuturnum, en español "Con el largo recorrido [de nuestro Pontificado]", es la septuagésima primera encíclica del papa León XIII, datada el 25 de diciembre de 1898, dirigida a los obispos de América latina, hablándoles de la asamblea plenaria a la que serían convocados próximamente..

## Contexto histórico
Entre otras manifestaciones de la atención del papa a la iglesia en América Latina, León XIII cuidó el desarrollo del Pontificio Colegio Pío Latino Americano, bajo la dirección de los jesuitas. En esta encíclica el papa anuncia el concilio plenario del episcopado latino americano que se celebraría en Roma en del 28 de mayo al 9 de julio de 1899. Unos años antes, el 15 de junio de 1887, el papa dirigió una carta al Secretario de Estado, cardenal Rampolla, encargándole la organización de este concilio, el cardenal consultó esta cuestión a los obispos del Brasil que, mayoritariamente, respondieron proponiendo su celebración en Roma. La comisión preparatoria de este concilio fue presidida y dirigida por un capuchino español, el padre José de Calasanz de Llevaneras, quien desde el 17 de julio, habiendo sido creado cardenal, tomó parte en la deliberaciones como presidente de honor del concilio.
A la asamblea, celebrada en el  Pontificio Colegio Pío Latino Americano, asistieron doce arzobispos y cuarenta obispos. El primer acuerdo fue dirigir un cariñoso mensaje de adhesión al papa, que obtuvo su respuesta efusiva, llena de ternura paternal. Una exposición general de la situación de la América latina fue hecha por Mns. Montes de Oca y Obregón. Las actas del concilio, agrupadas en dieciséis títulos, con numerosos capítulo, tratan de todas la cuestiones importante del dogma y la disciplina, fueron aprobadas por el papa el 1 de enero de 1900, y sirvieron del punto de partida para la renovación religiosa de los países latinos de América.

## Contenido de la encíclica
Cum diuturnum recolimus Pontificatus Nostri cursum, nihil unquam praetermisisse videmur, quod ad constabiliendum in istis gentibus promovendumque Christi regnum pertineret.
Al recordar el largo recorrido de Nuestro pontificado, somos conscientes de que siempre nos hemos esforzado por fortalecer y extender el Reino de Cristo entre vuestros pueblos.

En esta carta León XIII se refiere a la convocatoria del concilio plenario de todos los obispos de América Latina, que ya les había anunciado anteriormente; una idea que, como comenta, tenía en mente desde la celebración del cuarto centenario del descubrimiento de Amárica.

previmos que esto podría hacerse mejor si todos vosotros, obispos de esas regiones, se reunieran para consultarse, por Nuestra invitación y bajo Nuestra autoridad. Sabíamos que comparando ideas y compartiendo la sabiduría que cada uno de vosotros ha sacado de la experiencia, podréis perfectamente hacer que se preserve la unidad de la disciplina de la Iglesia entre vuestros pueblos unidos por la afinidad racial; que florezca una moral digna de la profesión de la fe católica; y que así, mediante los esfuerzos concertados de buenos ciudadanos, la Iglesia prospera públicamente. 

La asamblea, tal como sugirieron los obispos cuando se les pidió su opinión se celebrará en Roma, pues cómo comentaron la mayoría de ellos les sería más fácil desplazarse allí, que no en una ciudad en América, en que las comunicaciones pueden ser más complejas. El papa ve también en esa elección del lugar para la celebración de la asamblea, una muestra del amor de los obispos por la Sede Apostólica, y les comunica que ha dado ya órdenes a la Sagrada Congragación del Concilio para que convocara para el próximo año a esa asamblea plenaria.